# Git
Git [ɡɪt] ist eine freie Software zur verteilten Versionsverwaltung von Dateien, die durch Linus Torvalds initiiert wurde.

## Geschichte
Durch eine Lizenzänderung des bis dahin genutzten proprietären BitKeeper-Systems konnten die Linux-Kernel-Entwickler dieses nicht mehr kostenlos verwenden, und somit blieb vielen Entwicklern der Zugang verwehrt. Daher begann Torvalds im April 2005 mit der Entwicklung einer neuen Quellcode-Management-Software und präsentierte bereits wenige Tage nach deren Ankündigung eine erste Version.

Altes Logo

Torvalds wünschte sich ein verteiltes System, das wie BitKeeper genutzt werden kann und die folgenden Anforderungen erfüllt:
1. Unterstützung verteilter, BitKeeper-ähnlicher Arbeitsabläufe
2. Sehr hohe Sicherheit gegen sowohl unbeabsichtigte als auch böswillige Verfälschung
3. Hohe Effizienz

Ein bereits existierendes Projekt namens Monotone entsprach den ersten beiden Anforderungen, das dritte Kriterium wurde jedoch von keinem bestehenden System erfüllt.
Torvalds entschied sich dagegen, Monotone an seine Anforderungen anzupassen und begann stattdessen, ein eigenes System zu entwickeln. Einer der Hauptgründe für diesen Schritt war die Arbeitsweise, für die Monotone nach Torvalds Ansicht optimiert ist. Torvalds argumentierte, dass einzelne Revisionen von einem anderen Entwickler in den eigenen Entwicklungszweig zu importieren zu Rosinenpickerei und unordentlichen Repositorien führen würde. Wenn hingegen immer ganze Zweige importiert werden, wären Entwickler gezwungen, diese aufzuräumen. Dazu sei es notwendig, auch die Möglichkeit von Wegwerf-Zweigen anzubieten.

“This is my only real conceptual gripe with ‘monotone’. I like the model, but they make it much harder than it should be to have throw-away trees due to the fact that they seem to be working on the assumption of ‘one database per developer’ rather than ‘one database per tree’. You don’t have to follow that model, but it seems to be what the setup is geared for, and together with their ‘branches’ it means that I think a monotone database easily gets very cruddy. The other problem with monotone is just performance right now, but that’s hopefully not too fundamental.”

„Ich habe nur ein wirkliches konzeptionelles Problem mit ‚monotone‘: Ich mag die Arbeitsweise, aber sie erschwert die Nutzung von Wegwerf-Bäumen, weil das Konzept anscheinend auf der Annahme ‚eine Datenbank je Entwickler‘ statt ‚eine Datenbank je Baum‘ basiert. Man braucht zwar nicht diesem Modell zu folgen, aber die System-Einrichtung scheint darauf ausgerichtet zu sein. Zusammen mit ihren ‚Zweigen‘ befürchte ich ein schnelles Verdrecken der monotone-Datenbank. Ein anderes, hoffentlich nicht zu grundlegendes Problem, ist die derzeitige Leistungsfähigkeit von monotone.“

Gits Gestaltung verwendet einige Ideen aus Monotone sowie BitKeeper, aber keinen Quellcode daraus. Es sollte ausdrücklich ein eigenständiges Versionsverwaltungssystem sein.
Derzeitiger Maintainer von Git ist Junio Hamano.

### Name
Der Name „Git“ bedeutet in der britischen Umgangssprache so viel wie „Blödmann“. Linus Torvalds erklärte seine Wahl des ungewöhnlichen Namens mit einem Witz sowie damit, dass das Wort praktikabel und in der Softwarewelt noch weitgehend unbenutzt war:

“I’m an egotistical bastard, and I name all my projects after myself. First ‘Linux’, now ‘Git’.”

„Ich bin ein egotistischer Mistkerl, und ich benenne all meine Projekte nach mir. Zuerst ‚Linux‘, jetzt eben ‚Git‘.“

“The joke ‘I name all my projects for myself, first Linux, then git’ was just too good to pass up. But it is also short, easy-to-say, and type on a standard keyboard. And reasonably unique and not any standard command, which is unusual.”

„Der Witz ‚Ich benenne alle meine Projekte nach mir, zuerst Linux, jetzt Git‘ war einfach zu gut, um ihn nicht zu machen. Aber es (der Befehl) ist auch kurz, einfach auszusprechen und auf einer Standardtastatur zu schreiben, dazu einigermaßen einzigartig und kein Standardkommando – was ungewöhnlich ist.“

Der Name Linux wurde anfangs nicht von Torvalds selbst propagiert und nur widerwillig akzeptiert.

## Eigenschaften

Datenfluss

Git ist ein verteiltes Versionsverwaltungssystem, das sich in einigen Eigenschaften von typischen Versionsverwaltungssystemen unterscheidet:

### Nicht-lineare Entwicklung

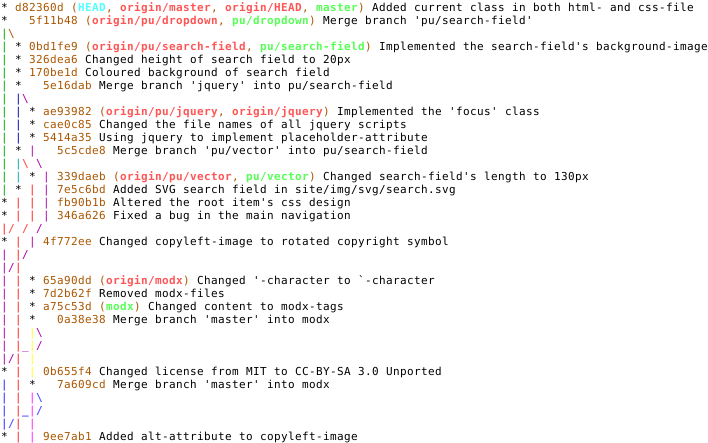
Entwicklungsgeschichte mit extensiv genutztem Branching und Merging

Sowohl das Erstellen neuer Entwicklungszweige (branching) als auch das Verschmelzen zweier oder mehrerer Zweige (merging) sind integrale Bestandteile der Arbeit mit Git und fest in die Git-Werkzeuge eingebaut. Git enthält Programme, mit deren Hilfe sich die nicht-lineare Geschichte eines Projektes einfach visualisieren lässt und mit deren Hilfe man in dieser Geschichte navigieren kann. Verzweigungen („branches“) in Git sind (im Gegensatz zu anderen SCMs) sehr effektiv implementiert: Ein Branch stellt nur eine Reference, kurz ref, eine Textdatei mit einer Commit-ID, dar, die in einem Repository im Verzeichnis .git/refs/heads (z. B. .git/refs/heads/master für den master-Branch) liegt und auf einen bestimmten Commit verweist. Über dessen Parental Commits, also Eltern-Commits, lässt sich die Branch-Struktur rekonstruieren. Durch diese Eigenschaften lassen sich weiterhin sehr große und effiziente Entwicklungsstrukturen wie bei Git selbst oder dem Linux-Kernel realisieren, bei denen jedes Feature und jeder Entwickler einen Branch oder ein eigenes Repository haben, aus dem der Projektverantwortliche („maintainer“) dann Commits über Merge oder Cherry-pick (Nutzen einzelner Commits) in den Hauptzweig des Projekts (master) übernehmen kann.

### Kein zentraler Server

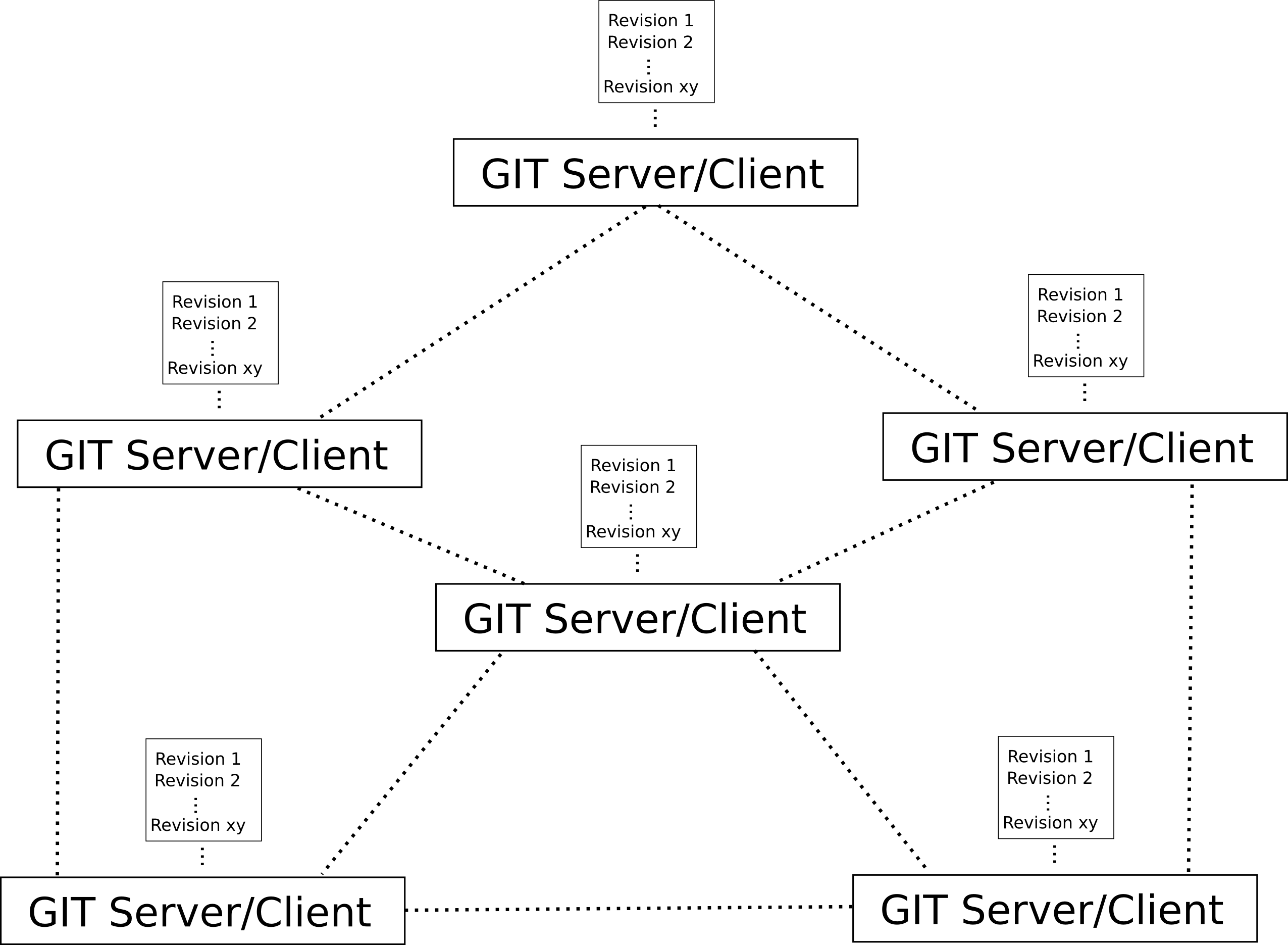
Dezentrale Verwaltung des gesamten Repositories mit Hilfe von Git

Jeder Benutzer besitzt eine lokale Kopie des gesamten Repositorys inklusive der Versionsgeschichte (history). So können die meisten Aktionen lokal und ohne Netzwerkzugriff ausgeführt werden. Es wird nicht zwischen lokalen Entwicklungszweigen und Entwicklungszweigen entfernter Repositorien unterschieden. Obwohl es keinen technischen Unterschied zwischen verschiedenen Repositorien gibt (außer dem zwischen normalen und bare-Repositories auf Servern, bei denen kein Working-Tree, also die echten Dateien existiert), gilt die Kopie, auf die von einer Projekt-Homepage aus verwiesen wird, häufig als das offizielle Repositorium, in das die Revisionen der Entwickler übertragen werden. Es existieren spezielle Remote-tracking branches. Das sind Referenzen (siehe Nicht-lineare Entwicklung), die auf den Stand eines anderen Repositoriums zeigen.

### Datentransfer zwischen Repositorien
Daten können neben dem Übertragen auf Dateisystemebene (file://) mit unterschiedlichen Netzwerkprotokollen zwischen Repositories übertragen werden. Git hat ein eigenes, sehr effizientes Protokoll, das den TCP-Port 9418 nutzt (git://), welcher allerdings nur zum Fetchen und Clonen genutzt werden kann, also dem Lesen eines Repositorys. Ebenso kann der Transfer über SSH (ssh://, das gängigste Protokoll für Schreiboperationen), HTTP (http://), HTTPS (https://) oder über (weniger effizient) FTP (ftp://) oder rsync (rsync://) erfolgen. Die Übertragung in das offizielle Repository eines Projekts erfolgt häufig in Form von Patches, die via E-Mail an den Entwickler oder eine Entwicklungs-Mailing-Liste geschickt werden. Alternativ kann auch ein Review-System wie Gerrit verwendet werden. Für Projekte, die auf Websites wie GitHub oder Bitbucket gespeichert („hosting“) werden, kann eine Änderung einfach durch das Pushen eines Branches vorgeschlagen werden, der dann bei Bedarf durch ein Merge in das Projekt integriert wird.

### Kryptographische Sicherheit der Projekthistorie

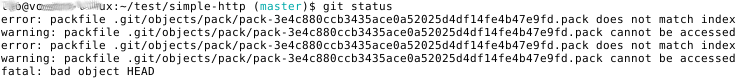
Beschädigtes Objekt

Die Historie eines Projektes wird so gespeichert, dass der Hash-Wert einer beliebigen Revision (commit) auf der vollständigen Historie basiert, die zu dieser Revision geführt hat. Dadurch ist es nicht möglich, die Versionsgeschichte nachträglich zu manipulieren, ohne dass sich der Hash-Wert der Revision ändert. In der Kryptographie nennt man dies einen Hash-Baum. Einzelne Revisionen können zusätzlich markiert (tagging) und optional mit GPG digital signiert werden (signed tag), beispielsweise um den Zustand zum Zeitpunkt der Veröffentlichung einer neuen Version der Software zu kennzeichnen.

### Speichersystem und Dateiversionierung
Es gibt Versionsverwaltungssysteme (beispielsweise CVS), die für jede Datei (und jedes Verzeichnis) eigene, von allen anderen Dateien unabhängige Revisionsnummern verwalten. Für eine Datei wird nur dann eine neue Nummer erzeugt, wenn die jeweilige Datei Teil einer Commit-Operation ist. Im Gegensatz dazu weist Git bei jedem Commit allen im Repository verwalteten Dateien (und Verzeichnissen) eine neue, für alle Dateien gleiche Revisionsnummer zu. Das Abspeichern selbst erfolgt, indem im Commit-Objekt ein Verweis auf die Projektwurzel als tree-Objekt gespeichert wird, das wiederum Verweise auf blobs (binary large objects, die reinen Inhalte der Dateien ohne Identifizierung) und weitere trees (Verzeichnisse) enthält. Ein tree-Objekt verweist (wie ein Verzeichnis-Inode) mit seinen Einträgen auf SHA1-Prüfsummen, die weitere trees und blobs identifizieren, ähnlich Inode-Nummern in Dateisystemen. Wenn eine Datei in einem Commit nicht geändert wird, ändert sich auch die Checksumme nicht, und sie braucht nicht nochmals gespeichert zu werden. Die Objekte liegen im Projekt unter .git/objects. Über Git-„Bordmittel“ lässt sich jeder beliebige Commit über den zugeordneten Hash-Wert (die Prüfsumme) eindeutig identifizieren, separat auslesen, verschmelzen oder gar als Abzweigungspunkt nutzen – vergleichbar mit den Revisionsnummern in anderen Systemen.

### Säubern des Repositorys
Die Daten gelöschter und zurückgenommener Aktionen und Entwicklungszweige bleiben vorhanden (und können wiederhergestellt werden), bis sie explizit gelöscht werden.

### Interoperabilität
Es gibt Hilfsprogramme, die Interoperabilität zwischen Git und anderen Versionskontrollsystemen herstellen. Solche Hilfsprogramme existieren unter anderem für GNU arch (git-archimport), CVS (git-cvsexportcommit, git-cvsimport und git-cvsserver), Darcs (darcs-fastconvert, darcs2git und andere), Quilt (git-quiltimport) und Subversion (git-svn).

## Verwendung
Git wird für die Entwicklung vieler Projekte, sowohl kommerziell als auch im Open-Source-Bereich, oft auf Softwareentwicklungsplattformen eingesetzt. So wird Git zur Versionsverwaltung des Linux-Kernels oder nach der Umstellung Microsofts auf Git 2017 von Microsoft Windows verwendet.
Laut Open Hub verwendeten im Juni 2025 rund 80 % aller dort registrierten Softwareprojekte Git. Damit dominiert Git mit großem Abstand zu dem nächstplatzierten Subversion, das 17 % erreicht.

### Verwaltung von Inhalt
Obwohl Git primär zur Versionsverwaltung von Quellcode entwickelt wurde, wird es auch zum Speichern von flach strukturierten (im Gegensatz zu relationalen Strukturen) Datensätzen direkt als Datei genutzt. So können Funktionen wie Versionsverwaltung, Hook, diff, Replikation und Offline-Nutzung auch für Inhalte ohne Datenbank genutzt werden. Die Nutzung ist ähnlich zu NoSQL, auch wenn Git keine Indexstruktur, Abfrage oder Gleichzeitigkeit erlaubt.
Der Einsatz erstreckt sich auch auf inhaltlich einfach strukturierte Systeme wie CMS oder Wikis.

## Unterstützte Betriebssysteme

### Unix/Linux
Git läuft auf fast allen modernen unixartigen Systemen wie Linux, Solaris, macOS, FreeBSD, DragonFly BSD, NetBSD, OpenBSD, AIX, IRIX.
Apple liefert macOS mit einer leicht abgewandelten Git-Version aus. Hauptsächlich wird diese verwendet, um die Kompatibilität mit Apples Entwicklungsumgebung Xcode zu erhöhen.

### Windows
Es gibt mehrere Portierungen von Git für Microsoft Windows:
- Git for Windows,[19] die Portierung des Git-Projektes (früher entwickelt unter dem Namen msysGit[20]). Kann durch das Modul posh-git auch via PowerShell genutzt werden.[21]
- Die Cygwin-Umgebung enthält Git.

TortoiseGit ist eine Erweiterung für den Windows-Explorer (Windows Shell Extension), so dass man Git unter Windows auch ohne Kommandozeile verwenden kann. TortoiseGit benötigt zusätzlich eine Git-Installation, normalerweise Git for Windows.

## Interface

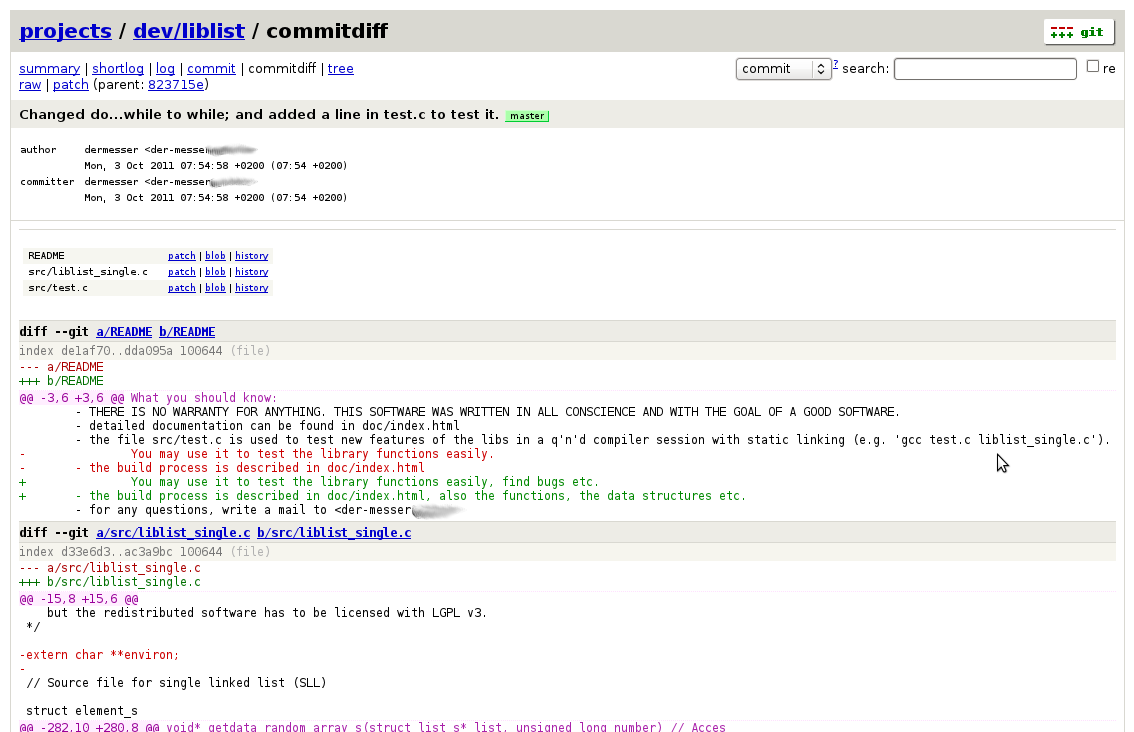
Gitweb mit den Unterschieden zwischen zwei Commits

Gitweb, in Perl geschrieben, war eine der ersten Weboberflächen für git. Inzwischen haben sich Softwareentwicklungsplattformen verbreitet, die eine Weboberfläche für git bieten. Viele integrierte Entwicklungsumgebungen verfügen ebenfalls über eine git Integration, es existieren allerdings auch zahlreiche reine Git-GUIs.